# Anta do Tapadão da Relva
Die Anta do Tapadão da Relva ist eine Megalithanlage knapp 9 km westlich Castelo de Vide, in der Gemeinde (portugiesisch Freguesia) São João Baptista im Kreis (portugiesisch Concelho) Castelo de Vide, Distrikt Portalegre im nordöstlichen Alentejo.
Anta, Mámoa, Dolmen, Orca und Lapa sind die in Portugal geläufigen Bezeichnungen für die ungefähr 5000 Megalithanlagen, die während des Neolithikums im Westen der Iberischen Halbinsel von den Nachfolgern der Cardial- oder Impressokultur errichtet wurden.

## Denkmalpflege
Die Anta wurde erstmals 1975 publiziert und 1986 im Rahmen einer Prospektion erneut katalogisiert. 2003 wurden erste Restaurierungs- und Konservierungsarbeiten durchgeführt, nachdem  die Anlage bereits 1997 als IIP – Imóvel de Interesse Público klassifiziert und unter Schutz gestellt worden war. Eine weitergehende archäologische Untersuchung der Fundstelle steht bisher aus.

## Befund
Die länglich polygonale Grabkammer wird durch sieben Tragsteine (Orthostaten) aus Granit gebildet, von denen vier noch in situ erhalten sind. Der Deckstein ist, wenn auch stark beschädigt, noch erhalten und liegt auf den Tragsteinen 4, 5 und 7 auf.
Der etwa 4 m lange Korridor öffnet sich nach Osten. Von ihm sind noch vier Steine der Nordseite sowie zwei der Südseite erhalten. Ein Stein der Gangabdeckung liegt noch am Kammereingang auf, ein weiterer Deckstein des Korridors ist verstürzt.
Die bisherigen Beobachtungen lassen auf eine ehemalige Überhügelung (Mámoa) des Grabes schließen.

Anhand ihrer Konstruktionsmerkmale wird die Anta in den Zeitraum vom Endneolithikum bis in die Kupfersteinzeit (3500–2000 v. Chr.) datiert.

## Funde
Über eventuelle Funde im Zuge der Prospektion liegen keine Informationen vor.